# Grant Marshall
Grant W. Marshall, född 6 juni 1973, är en kanadensisk före detta professionell ishockeyforward som tillbringade elva säsonger i den nordamerikanska ishockeyligan National Hockey League (NHL), där han spelade för ishockeyorganisationerna Dallas Stars, Columbus Blue Jackets och New Jersey Devils. Han producerade 239 poäng (92 mål och 147 assists) samt drog på sig 793 utvisningsminuter på 700 grundspelsmatcher. Marshall spelade även för St. John's Maple Leafs och Lowell Devils i American Hockey League (AHL); Kalamazoo Wings i International Hockey League (IHL) och Ottawa 67's och Newmarket Royals i Ontario Hockey League (OHL).
Han draftades av Toronto Maple Leafs i första rundan i 1992 års draft som 23:e spelare totalt.
Marshall vann Stanley Cup med både Dallas Stars (1998–1999) och New Jersey Devils (2002–2003).
Sedan 2016 är han gift med den brittiska före detta konståkaren Sinead Kerr, som deltog i olympiska vinterspelen 2006 och 2010.

## Statistik
| Källa: Utv = Utvisningsminuter | Källa: Utv = Utvisningsminuter                        | Källa: Utv = Utvisningsminuter                        |                                                       | Grundserie                                            | Grundserie                                            | Grundserie                                            | Grundserie                                            | Grundserie                                            |                                                       | Slutspel                                              | Slutspel                                              | Slutspel                                              | Slutspel                                              | Slutspel                                              |
| Säsong                         | Lag                                                   | Liga                                                  | Matcher                                               | Mål                                                   | Assists                                               | Poäng                                                 | Utv                                                   | Matcher                                               | Mål                                                   | Assists                                               | Poäng                                                 | Utv                                                   |                                                       |                                                       |
| ------------------------------ | ----------------------------------------------------- | ----------------------------------------------------- | ----------------------------------------------------- | ----------------------------------------------------- | ----------------------------------------------------- | ----------------------------------------------------- | ----------------------------------------------------- | ----------------------------------------------------- | ----------------------------------------------------- | ----------------------------------------------------- | ----------------------------------------------------- | ----------------------------------------------------- | ----------------------------------------------------- | ----------------------------------------------------- |
| 1989–1990                      | Toronto Nationals                                     | MTHL                                                  | 39                                                    | 15                                                    | 28                                                    | 43                                                    | 56                                                    | —                                                     | —                                                     | —                                                     | —                                                     | —                                                     |                                                       |                                                       |
| 1990–1991                      | Ottawa 67's                                           | OHL                                                   | 26                                                    | 6                                                     | 11                                                    | 17                                                    | 25                                                    | 1                                                     | 0                                                     | 0                                                     | 0                                                     | 0                                                     |                                                       |                                                       |
| 1991–1992                      | Ottawa 67's                                           | OHL                                                   | 61                                                    | 32                                                    | 51                                                    | 83                                                    | 132                                                   | 11                                                    | 6                                                     | 11                                                    | 17                                                    | 11                                                    |                                                       |                                                       |
| 1992–1993                      | Ottawa 67's                                           | OHL                                                   | 30                                                    | 14                                                    | 28                                                    | 42                                                    | 83                                                    | —                                                     | —                                                     | —                                                     | —                                                     | —                                                     |                                                       |                                                       |
|                                | Newmarket Royals                                      | OHL                                                   | 31                                                    | 12                                                    | 25                                                    | 37                                                    | 85                                                    | 7                                                     | 4                                                     | 7                                                     | 11                                                    | 20                                                    |                                                       |                                                       |
|                                | St. John's Maple Leafs                                | AHL                                                   | 2                                                     | 0                                                     | 0                                                     | 0                                                     | 0                                                     | 2                                                     | 0                                                     | 0                                                     | 0                                                     | 2                                                     |                                                       |                                                       |
| 1993–1994                      | St. John's Maple Leafs                                | AHL                                                   | 67                                                    | 11                                                    | 29                                                    | 40                                                    | 155                                                   | 11                                                    | 1                                                     | 5                                                     | 6                                                     | 17                                                    |                                                       |                                                       |
| 1994–1995                      | Dallas Stars                                          | NHL                                                   | 2                                                     | 0                                                     | 1                                                     | 1                                                     | 0                                                     | —                                                     | —                                                     | —                                                     | —                                                     | —                                                     |                                                       |                                                       |
|                                | Kalamazoo Wings                                       | IHL                                                   | 61                                                    | 17                                                    | 29                                                    | 46                                                    | 96                                                    | 16                                                    | 9                                                     | 3                                                     | 12                                                    | 27                                                    |                                                       |                                                       |
| 1995–1996                      | Dallas Stars                                          | NHL                                                   | 70                                                    | 9                                                     | 19                                                    | 28                                                    | 111                                                   | —                                                     | —                                                     | —                                                     | —                                                     | —                                                     |                                                       |                                                       |
| 1996–1997                      | Dallas Stars                                          | NHL                                                   | 56                                                    | 6                                                     | 4                                                     | 10                                                    | 98                                                    | 5                                                     | 0                                                     | 2                                                     | 2                                                     | 8                                                     |                                                       |                                                       |
| 1997–1998                      | Dallas Stars                                          | NHL                                                   | 72                                                    | 9                                                     | 10                                                    | 19                                                    | 96                                                    | 17                                                    | 0                                                     | 2                                                     | 2                                                     | 47                                                    |                                                       |                                                       |
| 1998–1999                      | Dallas Stars                                          | NHL                                                   | 82                                                    | 13                                                    | 18                                                    | 31                                                    | 85                                                    | 14                                                    | 0                                                     | 3                                                     | 3                                                     | 20                                                    |                                                       |                                                       |
| 1999–2000                      | Dallas Stars                                          | NHL                                                   | 45                                                    | 2                                                     | 6                                                     | 8                                                     | 38                                                    | 14                                                    | 0                                                     | 1                                                     | 1                                                     | 4                                                     |                                                       |                                                       |
| 2000–2001                      | Dallas Stars                                          | NHL                                                   | 75                                                    | 13                                                    | 24                                                    | 37                                                    | 64                                                    | 9                                                     | 0                                                     | 0                                                     | 0                                                     | 0                                                     |                                                       |                                                       |
| 2001–2002                      | Columbus Blue Jackets                                 | NHL                                                   | 81                                                    | 15                                                    | 18                                                    | 33                                                    | 86                                                    | —                                                     | —                                                     | —                                                     | —                                                     | —                                                     |                                                       |                                                       |
| 2002–2003                      | Columbus Blue Jackets                                 | NHL                                                   | 66                                                    | 8                                                     | 20                                                    | 28                                                    | 71                                                    | —                                                     | —                                                     | —                                                     | —                                                     | —                                                     |                                                       |                                                       |
|                                | New Jersey Devils                                     | NHL                                                   | 10                                                    | 1                                                     | 3                                                     | 4                                                     | 7                                                     | 24                                                    | 6                                                     | 2                                                     | 8                                                     | 8                                                     |                                                       |                                                       |
| 2003–2004                      | New Jersey Devils                                     | NHL                                                   | 65                                                    | 8                                                     | 7                                                     | 15                                                    | 67                                                    | —                                                     | —                                                     | —                                                     | —                                                     | —                                                     |                                                       |                                                       |
| 2004–2005                      | Spelade ej på grund av konflikt mellan NHL och NHLPA. | Spelade ej på grund av konflikt mellan NHL och NHLPA. | Spelade ej på grund av konflikt mellan NHL och NHLPA. | Spelade ej på grund av konflikt mellan NHL och NHLPA. | Spelade ej på grund av konflikt mellan NHL och NHLPA. | Spelade ej på grund av konflikt mellan NHL och NHLPA. | Spelade ej på grund av konflikt mellan NHL och NHLPA. | Spelade ej på grund av konflikt mellan NHL och NHLPA. | Spelade ej på grund av konflikt mellan NHL och NHLPA. | Spelade ej på grund av konflikt mellan NHL och NHLPA. | Spelade ej på grund av konflikt mellan NHL och NHLPA. | Spelade ej på grund av konflikt mellan NHL och NHLPA. | Spelade ej på grund av konflikt mellan NHL och NHLPA. | Spelade ej på grund av konflikt mellan NHL och NHLPA. |
| 2005–2006                      | New Jersey Devils                                     | NHL                                                   | 76                                                    | 8                                                     | 17                                                    | 25                                                    | 70                                                    | 7                                                     | 0                                                     | 1                                                     | 1                                                     | 8                                                     |                                                       |                                                       |
| 2006–2007                      | Lowell Devils                                         | AHL                                                   | 59                                                    | 8                                                     | 16                                                    | 24                                                    | 31                                                    | —                                                     | —                                                     | —                                                     | —                                                     | —                                                     |                                                       |                                                       |
| 2007–2008                      | Lowell Devils                                         | AHL                                                   | 66                                                    | 5                                                     | 32                                                    | 37                                                    | 24                                                    | —                                                     | —                                                     | —                                                     | —                                                     | —                                                     |                                                       |                                                       |
| NHL totalt                     | NHL totalt                                            | NHL totalt                                            | 700                                                   | 92                                                    | 147                                                   | 239                                                   | 793                                                   | 90                                                    | 6                                                     | 11                                                    | 17                                                    | 95                                                    |                                                       |                                                       |
| AHL totalt                     | AHL totalt                                            | AHL totalt                                            | 194                                                   | 24                                                    | 77                                                    | 101                                                   | 210                                                   | 13                                                    | 1                                                     | 5                                                     | 6                                                     | 19                                                    |                                                       |                                                       |
| OHL totalt                     | OHL totalt                                            | OHL totalt                                            | 148                                                   | 64                                                    | 115                                                   | 179                                                   | 325                                                   | 19                                                    | 10                                                    | 18                                                    | 28                                                    | 31                                                    |                                                       |                                                       |